# Eine Bluttat, ein Betrug und ein Bund fürs Leben
Eine Bluttat, ein Betrug und ein Bund fürs Leben (A Murder, a Mystery, and a Marriage) ist eine 1876 von Mark Twain (1835–1910) geschriebene Erzählung, die erst 2001 veröffentlicht wurde.

## Handlung
Die Erzählung spielt in dem verschlafenen Präriedorf Deer Lick, die wie Tom Sawyers St. Petersburg an Mark Twains Heimatstadt Hannibal, Missouri erinnert. Der ärmliche Farmer John Gray will seine Tochter Mary an Hugh Gregory verheiraten, den Spross einer wohlhabenden Familie. Doch da erfährt er, dass Mary mit einer noch sehr viel größeren Erbschaft von ihrem Onkel Dave rechnen kann, Johns ungeliebtem Bruder, mit dem er seit Jahren im Streit lebt – jedoch nur, wenn Mary Hugh nicht heiratet, denn David Gray hasst Hugh Gregory. John Gray verbietet daraufhin die Hochzeit zwischen Hugh und Mary.
Plötzlich taucht ein Fremder auf, der bewusstlos im Schnee gefunden wird. Er nennt sich George Wayne; bald geht aber das Gerücht um, er sei in Wahrheit ein französischer Graf namens Fontainebleau. Er verliebt sich in Mary, diese trauert jedoch Hugh hinterher. Nach einem Streit mit Hugh Gregory wird Dave Gray ermordet aufgefunden und Hugh aufgrund scheinbar erdrückender Beweise dafür zum Tode verurteilt. Mary, die von ihrem ermordeten Onkel reich geerbt hat und von ihrem Vater an jeglicher Verständigung mit dem inhaftierten Hugh gehindert wird, willigt ein, den Grafen zu heiraten. Am Tag der Hochzeit stellt sich jedoch heraus, dass der vermeintliche Graf den Mord begangen hat: Gerade noch rechtzeitig wird Hugh vom Schafott gerettet und die Trauzeremonie unterbrochen.

## Hintergrund
Das letzte Kapitel der Erzählung ist als Ich-Erzählung des Mörders und falschen Grafen Fontainebleau gestaltet. Darin stellt sich der Ich-Erzähler als Opfer eines „gewissen Monsieur Jules Verne, eines Schriftstellers“ dar, welcher sich seine Erlebnisse auf Reisen habe erzählen lassen, sie übertrieben ausgeschmückt und in Büchern veröffentlicht habe: „Zwanzigtausend Meilen unter den Meeren“ und „Reise um die Welt in fünfundachtzig Tagen“. Vor Wut habe der Ich-Erzähler Jules Verne aus einem Heißluftballon geworfen, und aus Angst, für diese Tat am Galgen zu enden, sei er aus Frankreich geflüchtet und so in Deer Lick gelandet.
Dieses letzte Kapitel ermöglicht einen mit Ironie verbrämten Einblick in Mark Twains schriftstellerisches Selbstverständnis: Er verleiht hier seinem Neid auf den berühmteren und erfolgreicheren Zeitgenossen Jules Verne Ausdruck, der vom Ertrag seiner Bücher sehr gut leben konnte (wovon auch Mark Twain lebenslang träumte). Er stellt ihn als skrupellosen Schriftsteller dar, der über Erfahrungen schreibt, die er nicht selbst gemacht hat, und diese außerdem maßlos übertreibt.

## Editionsgeschichte
Mark Twain schrieb die Erzählung 1876 als so genannte blindfold novelette. So nannte man damals eine beliebte Art von Erzählung, mit der andere Schriftsteller zum Ausführen eines vorgegebenen Plot-Schemas animiert werden sollten. In diesem Fall hatte man etwa an Henry James und William Dean Howells gedacht, allerdings kam das Projekt nie zustande, und die Geschichte geriet in Vergessenheit. 1995 wurde die unveröffentlichte Erzählung von einem Bibliothekar der Public Library of the University of Buffalo, New York, entdeckt, die den Nachlass Mark Twains verwaltet. 2001 erschien sie erstmals in den USA im Magazin The Atlantic Monthly und zeitgleich in der deutschen Übersetzung.